# Каслей-Кадада
Каслей-Кадада — река в России, протекает в Пензенской и Ульяновской областях. Правый приток реки Кадада. Длина реки составляет 55 км. Площадь водосборного бассейна — 895 км².

## География
Река Каслей-Кадада берёт начало в лесу Кармалейские Дачи у села Славкино Николаевского района Ульяновской области. Течёт на юго-запад мимо населённых пунктов Старое Чирково и Дворики. Впадает в Кададу севернее села Старая Андреевка Неверкинского района Пензенской области.
Притоки: Ломовка, Белая и Медаевка.

## Данные водного реестра
По данным государственного водного реестра России относится к Верхневолжскому бассейновому округу, водохозяйственный участок реки — Сура от истока до Сурского гидроузла, речной подбассейн реки — Сура. Речной бассейн реки — (Верхняя) Волга до Куйбышевского водохранилища (без бассейна Оки).
Код объекта в государственном водном реестре — 08010500112110000035314.